# Соммакампанья
Со́ммакампа́ньа (итал. Sommacampagna) — коммуна в Италии, располагается в провинции Верона области Венеция.
Население составляет 13 799 человек (на 2004 г.), плотность населения составляет 325 чел./км². Занимает площадь 40,9 км². Почтовый индекс — 37066. Телефонный код — 045.
Покровителем коммуны почитается святой апостол Андрей. Праздник ежегодно празднуется 30 ноября.